# Mesosmylus naevius
Mesosmylus naevius är en insektsart som först beskrevs av Navás 1912.  Mesosmylus naevius ingår i släktet Mesosmylus och familjen vattenrovsländor. Inga underarter finns listade i Catalogue of Life.